# Manoao colensoi
Manoao colensoi ist die einzige Pflanzenart der monotypischen Gattung Manoao in der Familie der Steineibengewächse (Podocarpaceae).

## Beschreibung

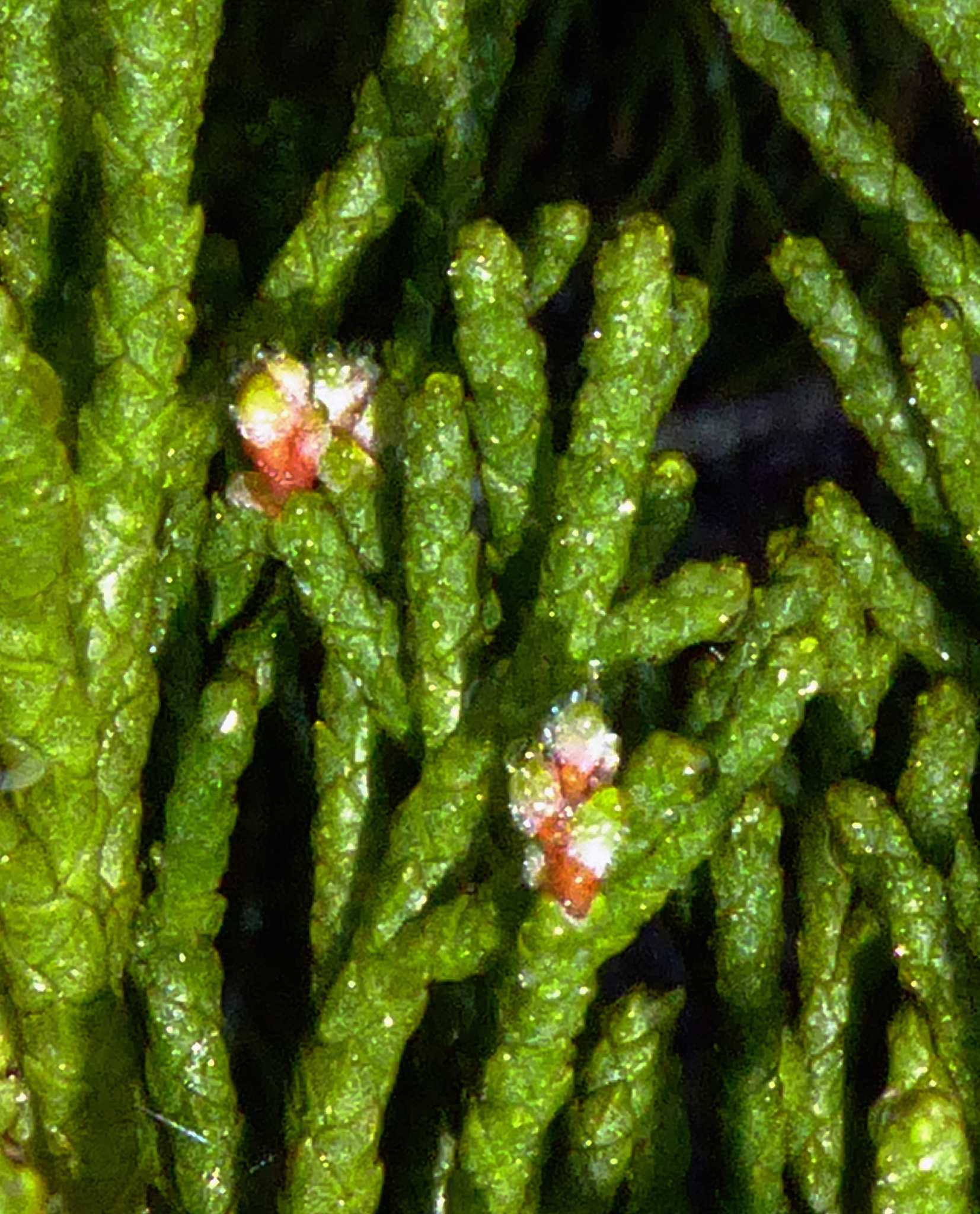
Detailaufnahme eines männlichen Exemplars

### Vegetative Merkmale
Manoao colensoi wächst als immergrüner Baum, der Wuchshöhen von etwa 15 Metern und Stammdurchmesser von etwa 100 Zentimetern erreicht. Die Rinde ist bräunlich-grau. Die Laubblätter in der Jugendphase sind 6 bis 12 Millimeter lang, ältere Pflanzenexemplare haben schuppenförmige Blätter, die nur 1 bis 2,5 Millimeter lang sind.

### Generative Merkmale
Manoao colensoi ist Gynodiözisch.

## Vorkommen
Manoao colensoi gedeiht in Höhenlagen von Meereshöhe bis 950 Metern auf der Nord- und Südinsel Neuseelands.

## Taxonomie
Die Erstbeschreibung erfolgte 1843 unter dem Namen (Basionym) Dacrydium colensoi durch William Jackson Hooker in Hooker's Icones Plantarum, Band 6, Tafel 548. Diese Art gehörte bis zur Revision durch C. J. Quinn 1982 zur Gattung Dacrydium; er nannte diese Art Lagarostrobos colensoi (Hook.) Quinn. B. P. J. Molloy stellte 1995 in Manoao (Podocarpaceae), a new monotypic conifer genus endemic to New Zealand. in New Zealand Journal of Botany, Volume 33, Seiten 183 bis 201 diese Art als Manoao colensoi in die neue Gattung Manoao. Der Gattungsname Manoao ist in der Sprache der Māori der Name für diese Pflanzenart. Das Artepitheton colensoi ehrt William Colenso (1811–1899). Weitere Synonyme für Manoao colensoi (Hook f.) B.P.J.Molloy sind: Lepidothamnus colensoi (Hook.) de Laub., Dacrydium westlandicum Kirk.